# Dida (fodboldspiller, født 1973)
 For alternative betydninger, se Dida. (Se også artikler, som begynder med Dida)
Nélson de Jesús Silva (født 7. oktober 1973 i Irará, Bahia), bedre kendt som Dida (et navn, som også Edvaldo Alves de Santa Rosa var kendt under), er en brasiliansk tidligere målmand i fodbold. Han er mest kendt for sin tid i den italienske storklub AC Milan hvor det blev til hele 206 kampe i den sort og rød stribede trøje.

## Spillerkarriere
Didas klubkarriere begyndte i 1990, i en alder af 16, med Cruzeiro de Arapiraca fra Alagoas (Brasilien). Efter to sæsoner vendte han tilbage til hans hjemstat efter at have underskrevet en kontrakt med EC Vitória hjemmehørende i Bahia. Med holdet vandt han det lokale statslige mesterskab i 1992. I 1993 opnåede han 24 kampe for EC Vitória efter have vundet FIFA's U/21-verdensmesterskab.
Han skiftede til Cruzeiro EC i 1994, hvor han, i løbet af fem sæsoner, vandt tre Minas Gerais-statsmesterskaber, Copa do Brasil i 1996 og Copa Libertadores i 1997. Endvidere kåredes han er par gange til den bedste målmand i den bedste brasilianske fodboldrække.
I januar 1999 annoncerede Dida, at han ville forlade Cruzeiro for at skifte til AC Milan i 2000. I hans første sæson med klubben nåede han kun at spille otte kampe før AC Milan valgte at udleje ham til SC Corinthians for hele 2001/02-sæsonen. Grundet hans præstationer for den brasilianske klub blev han igen inkluderet i den faste startopstilling.
I UEFA Champions League finalen ved 2002/03-sæsonen spillede AC Milan mod Juventus FC. Kampen endte uafgjort efter både ordinær og forlænget spilletid, hvilket resulterede i en straffesparkskonkurrence, hvor Dida fik reddet tre straffespark og således var medvirkende til at AC Milan kunne hjemføre Champions League-trofæet. Han var også med til at vinde Champions League i 2006/07-sæsonen.
Dida forlod AC Milan i 2010 efter at man ikke ønskede at forlænge hans kontrakt.

## Landsholdskarriere
Hans internationale karriere tæller 91 optrædener på landsholdet over en årrække på 11 år, hvilket gør ham til den spiller med tredjeflest kampe på landsholdet (pr. november 2007). Han debuterede som ung i forbindelse med FIFA's U/21-verdensmesterskabsturnering i 1993, hvor Brasilien vandt mesterskabet for tredje gang. Hans første kamp for A-landsholdet kom ved et 1-0 nederlag mod Ecuador den 7. juli 1995.
Den 1. oktober 2006, under et tv-interview, annoncerede den brasilianske landsholdstræner Dunga, at Dida havde informeret ham om at landsholdet ikke længere var en prioritet i hans karriere.

## Ekstern kilde/henvisning
- Nélson de Jesús Silvas opslag i Munzinger Sportsarchiv (tysk)
- Nélson de Jesús Silvas profil på Sports-Reference OL-resultater (arkiveret) (engelsk)
- Nélson de Jesús Silvas profil på Olympedia (engelsk)
- Nélson de Jesús Silvas spillerprofil hos FIFA (engelsk)
- Nélson de Jesús Silvas spillerprofil hos UEFA (engelsk)
- Nélson de Jesús Silvas profil hos L’Équipe (fransk)
- Nélson de Jesús Silvas spillerprofil på Transfermarkt (engelsk)
- Nélson de Jesús Silvas trænerprofil på Transfermarkt (engelsk)
- Nélson de Jesús Silvas spillerprofil på national-football-teams.com (engelsk)
- Nélson de Jesús Silvas profil på WorldFootball.net (engelsk)